# Зелена линија (Израел)
Зелена линија (енгл. Green Line), позната још и као Граница од (прије) 1967. или Граница примирја из 1949, демаркациона је линија одређена Споразумима о примирју 1949. између оружаних снага Израела и околних држава — Египат, Јордан, Либан и Сирија — послије Арапско-израелског рата 1948. године. Линија је служила као дефакто граница Државе Израел до 1949. до Шестодневног рата 1967. године.
Назив је добила по зеленом мастилу које се користило за цртање линија на мапи док су трајали преговори о примирју. Послије Шестодневног рата, територије које је Израел заузео иза зеленије линије именоване су као Источни Јерусалим, Западна обала, Појас Газе, Голанска висораван и Синајско полуострво (Синај је враћен Египту у склопу мировног споразума из 1979). За ове територије често се користи назив Израелске окупиране територије.
Зелена линија замишљена је као демаркациона линија, а не као трајна граница. Споразуми о примирју 1949.  били су јасни (на арапско инсистирање) да се не стварају трајне границе. Нпр. према Египатско-израелском споразуму „демаркациона линија примирја ни у ком смислу не треба тумачити као политичку или територијалну границу и скицирана је без кршења права, потраживања и положаја било које стране примирја везаног за коначно рјешење палестинског питања”. Сличне одредбе садрже споразуми о примирју са Јорданом и Сиријом. Споразум са Либаном није садржао такве одредбе и третиран је као међународно граница између Израела и Либана, условљавајући само да се снаге повуку на израелско-либанску границу.
Многа међународна тијела и национални лидери за Зелену линију често користе назив „Границе од (прије) 1967.” или „границе 1967.”, укључујући бившег предсједника Сједињених Америчких Држава (Барак Обама), предсједника Палестине Махмуда Абаса, Уједињене нација у неформалним текстовима и у текстовима резолуција Генералне скупштине УН.